# Lianne Halfon
Lianne Halfon (ur. 2 sierpnia 1953) – amerykańska producent filmowa.
W 2008 roku jako jedna ze stu ośmiu osób wstąpiła w szeregi organizacji Amerykańskiej Akademii Sztuki i Wiedzy Filmowej (Academy of Motion Picture Arts and Sciences, w skr. AMPAS).
Wspólnie z Johnem Malkovichem i Russellem Smithem założyła spółkę produkcyjną o nazwie Mr. Mudd, która odpowiedzialna jest m.in. za produkcję, a co za tym idzie − sukcesy Juno (2007), kultowego Ghost World (2001) oraz Akademii tajemniczych sztuk pięknych (Art School Confidential (2006).

## Nagrody i wyróżnienia
- 2008:
  - nominacja do Oscara w kategorii najlepszy film roku − Juno (nominowani: Lianne Halfon, Mason Novick, Russell Smith)
  - nagroda Independent Spirit w kategorii najlepszy film fabularny − Juno (Lianne Halfon, John Malkovich, Mason Novick, Russell Smith)